# Zar und Zimmermann
Tsar et charpentier
Représentations notables
Zar und Zimmermann (Tsar et charpentier) est un opéra comique en trois actes, musique et livret en allemand d'Albert Lortzing, basé sur la pièce de Georg Christian Römer Der Bürgermeister von Saardam, oder Die zwei Peter, elle-même basée sur une œuvre française intitulée Le Bourgesmestre de Sardam, ou Les deux Pierres de Anne-Honoré-Joseph Duveyrier, Jean-Toussaint Merle, et Eugène Centiran de Boirie. En 1956 il a été adapté au cinéma en Allemagne de l'Est sous le titre Zar und Zimmermann.

## Historique
L'opéra a été créé au Stadttheater de Leipzig, le 22 décembre 1837. Lors de la première, le compositeur en personne a interprété le rôle d'Ivanov, alors que sa mère interprétait celui de la veuve Browe. Le véritable succès de l'œuvre a attendu sa création à Berlin, le 4 janvier 1839. Dès lors Zar und Zimmermann est un des opéras essentiels du répertoire allemand.
En Catalogne, il a été créé au Grand théâtre du Liceu de Barcelone le 9 janvier 1966.
C'est l'œuvre la plus réussie et perdurable de Lortzing, et elle est encore représentée régulièrement dans les pays de langue allemande. Dans les statistiques de Operabase, elle apparaît au 113e rang des opéras joués dans la période 2005-2010. Elle est classée 23e en Allemagne et la première de Lortzing, avec 30 représentations dans cette période.
L'air le plus connu de Zar und Zimmermann est l'aria du tzar «Sonst spielt'ich mit Zepter, mit Krone und Stern». Cette pièce était à l'origine une chanson maçonnique («Zum goldenen Rade») que Lortzing avait composée lors de son admission à la loge de Osnabrück.

## Personnages
| Personnages                                                                 | Voix         | Distribution lors de la création, le 22 décembre 1837 (Chef: - ) |
| --------------------------------------------------------------------------- | ------------ | ---------------------------------------------------------------- |
| Pierre le Grand, Tsar de Russie, charpentier sous le nom de Pierre Mihailov | baryton      | Karl Becker                                                      |
| Pierre Ivanov, jeune charpentier russe et déserteur                         | ténor        | Albert Lortzing                                                  |
| Van Bett, bourgmestre de Saardam                                            | basse        | Gotthelf Leberecht Berthold (de)                                 |
| Marie, nièce de Van Bett                                                    | soprano      | Caroline Günther-Bachmann                                        |
| Marquis de Chateauneuf, ambassadeur français                                | ténor        | Joseph Wilhelm Swoboda (en)                                      |
| Veuve Browe, patronne des charpentiers                                      | mezzosoprano | Caroline Günther-Bachmann                                        |
| Général Lefort, ambassadeur russe                                           | basse        | Pogner                                                           |
| Lord Syndham, ambassadeur anglais                                           | basse        | Heinrich Richter                                                 |
| Un officier                                                                 | rôle parlé   |                                                                  |
| Un serviteur du conseil                                                     | rôle parlé   |                                                                  |
| Un couple de fiancés                                                        | rôles muets  |                                                                  |
| Charpentiers, officiers, marins, magistrats, citoyens de Saardam            |              |                                                                  |

## Argument
Lieu: Saardam, Pays-Bas
Époque: 1698

### Acte I
Atelier de construction navale à Saardam.
Le tsar Pierre Ier travaille comme apprenti charpentier au chantier naval de Saardam de la veuve Browe sous le nom de Peter Mikhailov pour se familiariser avec les techniques de construction navale. Il se lie d'amitié avec Peter Ivanov, un déserteur russe, qui est aussi un compagnon charpentier. Ivanov lui révèle son amour pour Marie la nièce du bourgmestre. Il se montre jaloux de Chateauneuf, qui essaie de conquérir Marie, mais elle le gronde. Apparaît le bourgmestre, qui se considère comme très astucieux, mais qui en réalité est assez stupide. Il apprend que le tsar doit résider dans sa ville. Il ordonne que l'on sonne la cloche pour convoquer tous les charpentiers. Bien que plusieurs travailleurs aient pour prénom Pierre, seulement deux sont en provenance de Russie. Voilà ce que le maire déclare joyeusement, mais bien sûr, dans sa naïveté, il prend le mauvais Pierre pour le tsar. Van Bett se trompe et pense que Pierre Ivanov est le tsar.
L’amiral Lefort, ambassadeur de Russie, informe son monarque que des émeutes ont éclaté en Russie. La situation est grave et exige sa présence. Par conséquent, le tsar ordonne de préparer son voyage de retour. La situation du tsar est compliquée parce que les ambassadeurs de Grande-Bretagne et France, Lord Syndham et le Marquis de Chateauneuf, tentent de l'identifier et de le gagner à leurs objectifs politiques. Chateauneuf plus psychologue, découvre le vrai tsar, lequel lui impose le silence et le convoque à un rendez-vous. Lord Syndham comme le maire prennent Peter Ivanov pour le tsar.

### Acte II
Le jardin d'une auberge.
Le fils de la propriétaire du chantier naval Browe célèbre un mariage. Toutes les personnalités sont présentes. Pierre Ivanov est pressé par l'ambassadeur anglais de signer une alliance avec son pays. Naturellement, il fait la sourde oreille. Soudain, un officier néerlandais avec des soldats entre dans la taverne. Parce qu'il est déjà arrivé plus d'une fois que les travailleurs expérimentés du chantier naval ont été débauchés par des étrangers, le gouvernement veut maintenant savoir ce qu'il en est. Chacun des ambassadeurs étrangers, qui sont tous présents incognito, révèlent leur identité à tour de rôle.  Enfin, van Bett est convaincu que Pierre Mikhailov, le tsar, vient pour débaucher le personnel. Ce dernier se précipite vers le bourgmestre, et il s'ensuit une explication serrée. van Bett se cache sous une table.

### Acte III
Salle de l'Hôtel de ville.
Afin de recevoir dignement le haut dirigeant de la Russie, Van Bett étudie avec certains citoyens de sa ville une cantate de bienvenue écrite par lui et par le cantor. Sa nièce est profondément attristée que son bien-aimé Pierre soit le tsar, parce que leur mariage ne pourra pas alors avoir lieu. Quand elle ouvre au vrai Tsar son cœur, celui-ci la réconforte et lui annonce une fin heureuse.
Les événements se précipitent : le gouvernement a fermé le port, et ainsi Pierre ne peut pas partir. Son ami Ivanov vient à son secours. Il a reçu un passeport diplomatique lors de la fête de mariage d'hier de la part de l'ambassadeur d'Angleterre, et il le remet maintenant au tsar. En retour, il reçoit du tsar une lettre cachetée que lui seul sera autorisé à ouvrir dans une heure.
Van Bett vient avec sa chorale pour flatter avec des paroles pleines d'onction, d'humilité et de morale, le tsar présumé. Pierre Ivanov supporte tout très patiemment. Soudain, la nouvelle arrive, le tsar est sur le point de quitter la ville à bord d'un navire russe. Avec fierté, Pierre Ivanov lit la lettre de son ami : «Je donne mon consentement au mariage du surintendant impérial Pierre Ivanov avec la nièce du bourgmestre faible d'esprit ..."

## Films
- 1956: Zar und Zimmermann (1956) (de)
- 1969: Zar und Zimmermann (TV)
- 1975: Zar und Zimmermann (TV)

## Enregistrements
| Année | Distribution (Marie, Pierre Ier, Syndham, Van Bett)                                                              | Chef, Théâtre et orchestre                                                                                    | Label                                                                     |
| ----- | --- | --- | ------------------------------------------------------------------------- |
| 1929  | Tilly de Garmo (de), Willy Domgraf-Fassbaender, Dezső Ernster (de), Eduard Kandl (de)                            | Hermann Weigert (en), Orchestre et chœur de l'Opéra d'état de Berlin                                          | Pearl GEM 0155                                                            |
| 1936  | Margot Gripekoven, Georg Hann (de), Hubert Buchta (Pierre Ivanov), Wilhelm Strienz (de)                          | Bruno Müller, Orchestre et chœur de la radio de Stuttgart                                                     | Myto 943.103, Radio Years RY 87.88, Cantus Classics 500275                |
| 1951  | Maria Madlen Madsen (de) (Marie), Frank Fehringer (de) (Pierre Ivanov)                                           | Carl Alexander Häfner, Orchestre et chœur de Hessischer Rundfunk                                              | Walhall WLCD 0130                                                         |
| 1952  | Ellinor Junker-Giesen, Horst Günter (de), Alfred Pfeifle (de) (Pierre Ivanov), Gustav Neidlinger                 | Ferdinand Leitner, Orchestre et chœur du Théâtre d'État wurtembergeois (de)                                   | DG447 829 2                                                               |
| 1956  | Irmgard Jacobeit, Hermann Prey, Max Pröbstl, Kurt Böhme                                                          | Jan Koetsier (en), Orchestre symphonique de la Radiodiffusion bavaroise, chœur de la Radiodiffusion bavaroise | Relief/Note 1 CR 1912                                                     |
| 1959  | Helga Hildebrand, Marcel Cordes (de), Manfred Schmidt (de) (Pierre Ivanov), Gottlob Frick                        | Berislav Klobučar, Konzerthausorchester Berlin, chœur du Deutsche Oper Berlin                                 | EMI 2 52221 2                                                             |
| 1962  | Renate Holm (de), Eberhard Wächter, Kurt Equiluz (Pierre Ivanov), Ludwig Welter                                  | Franz Bauer-Theussl (de), Orchestre et chœur du Volksoper de Vienne                                           | Eurodisc/Sony/BMG 88697 30646 2 (CD)                                      |
| 1965  | Erika Köth, Hermann Prey, Siegfried Vogel, Gottlob Frick                                                         | Robert Heger, Staatskapelle de Dresde, chœur de la Radio de Leipzig                                           | EMI 7 69091 2 (CD), EMI 29302/4 (2 LP), EMI 5 65754 2 (CD) (132 min 39 s) |
| 1966  | Ingeborg Hallstein (de), Dietrich Fischer-Dieskau, Friedrich Lenz (de) (Pierre Ivanov), Karl-Christian Kohn (de) | Hans Gierster (de), Orchestre symphonique de Bamberg                                                          | DG 445 047 2 (CD)                                                         |
| 1976  | Lucia Popp, Hermann Prey, Helmut Berger-Tuna (de), Karl Ridderbusch                                              | Heinz Wallberg, Orchestre symphonique de la Radiodiffusion bavaroise, chœur de la Radiodiffusion bavaroise    | Acanta 42 424 (2 CD), Acanta 40.22 424 (3 LP) (111 min 00 s)              |
| 1987  | Barbara Bonney, Wolfgang Brendel (de), Kurt Rydl, Kurt Moll                                                      | Heinz Fricke (en), Orchestre symphonique de la Radiodiffusion bavaroise, chœur de la Radiodiffusion bavaroise | EMI 7 49369-2 (2 CD 140 min 29 s)                                         |